# Rues du chemin de fer
Les rues du chemin de fer (en finnois : Rautatiekadut sont deux rues parallèles  d'Helsinki en Finlande.
Les rues sont la rue du chemin de fer septentrionale (finnois : Pohjoinen Rautatiekatu) et la rue du chemin de fer méridionale (finnois : Eteläinen Rautatiekatu).

## Description

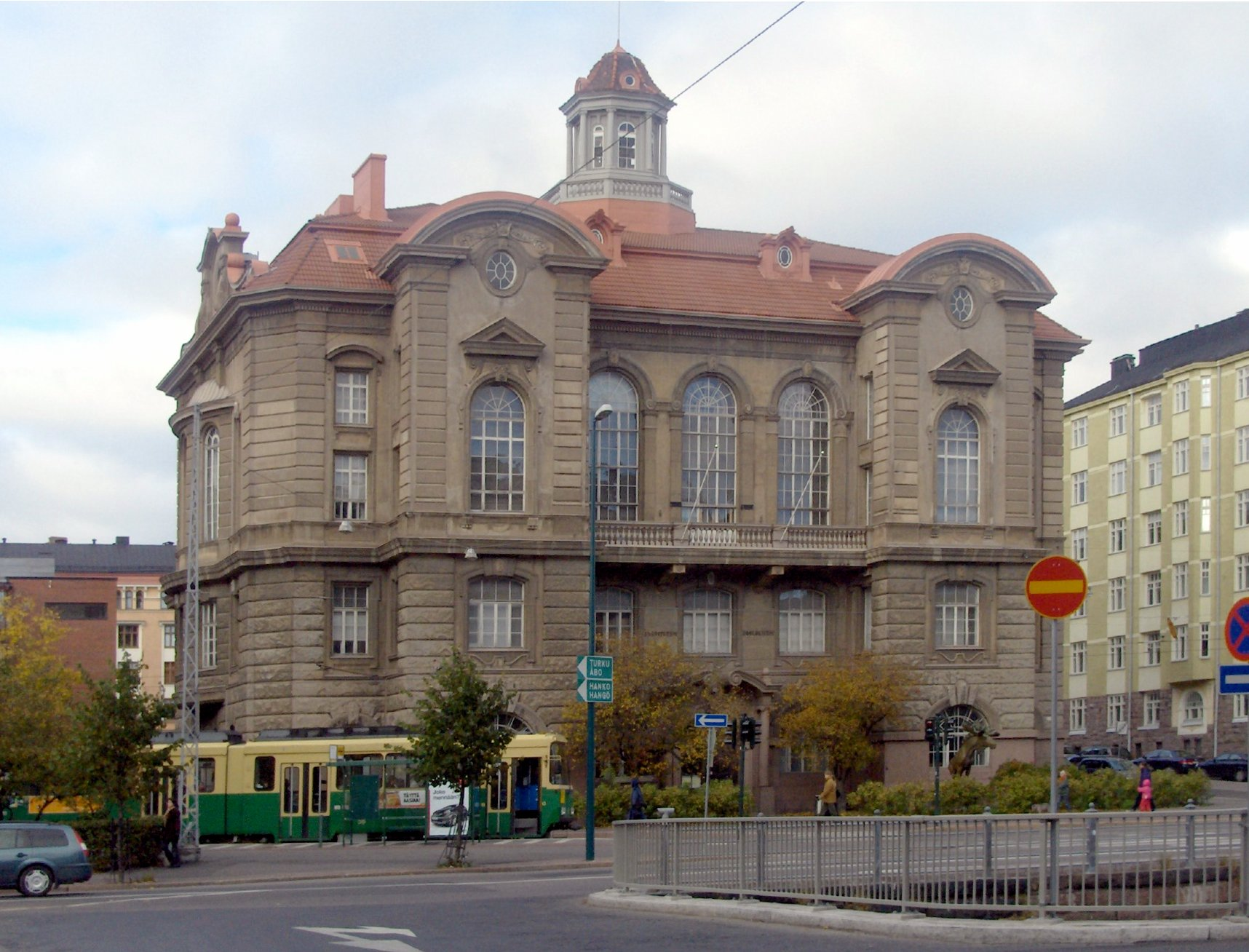
Musée d'histoire naturelle.

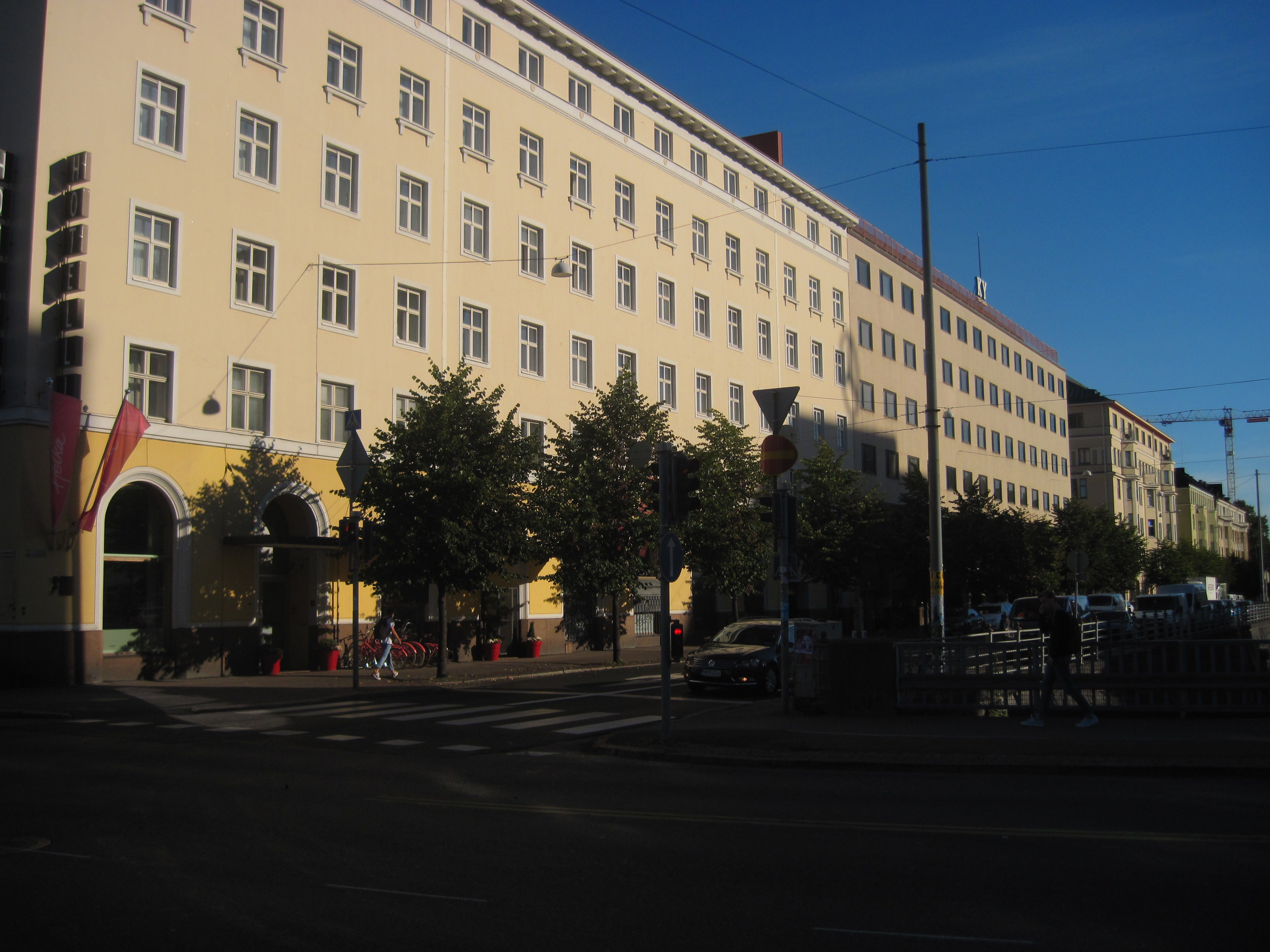
Hôtel Helka.

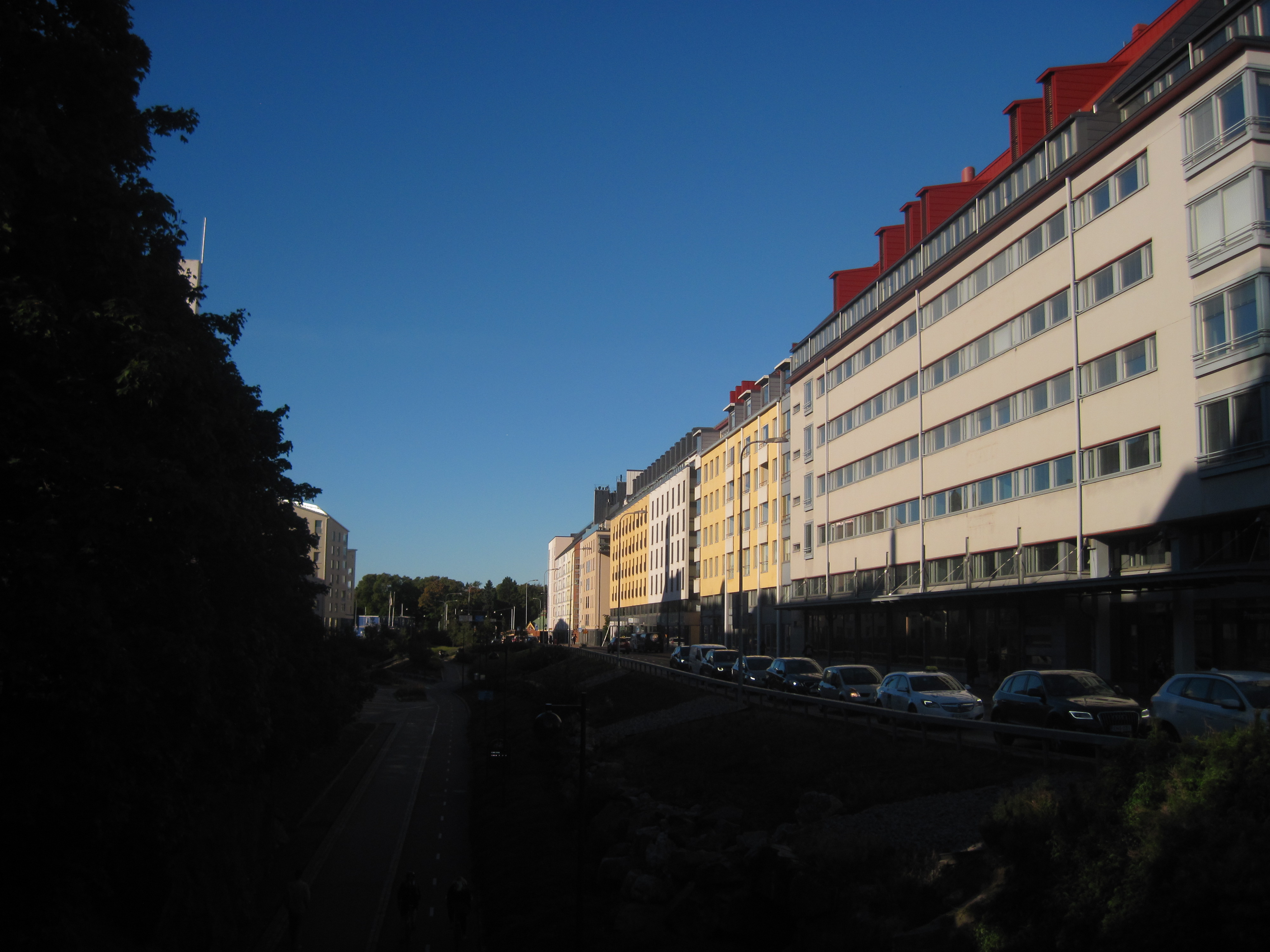
Croisement de Pohjoinen rautatiekatu et de Runeberginkatu.

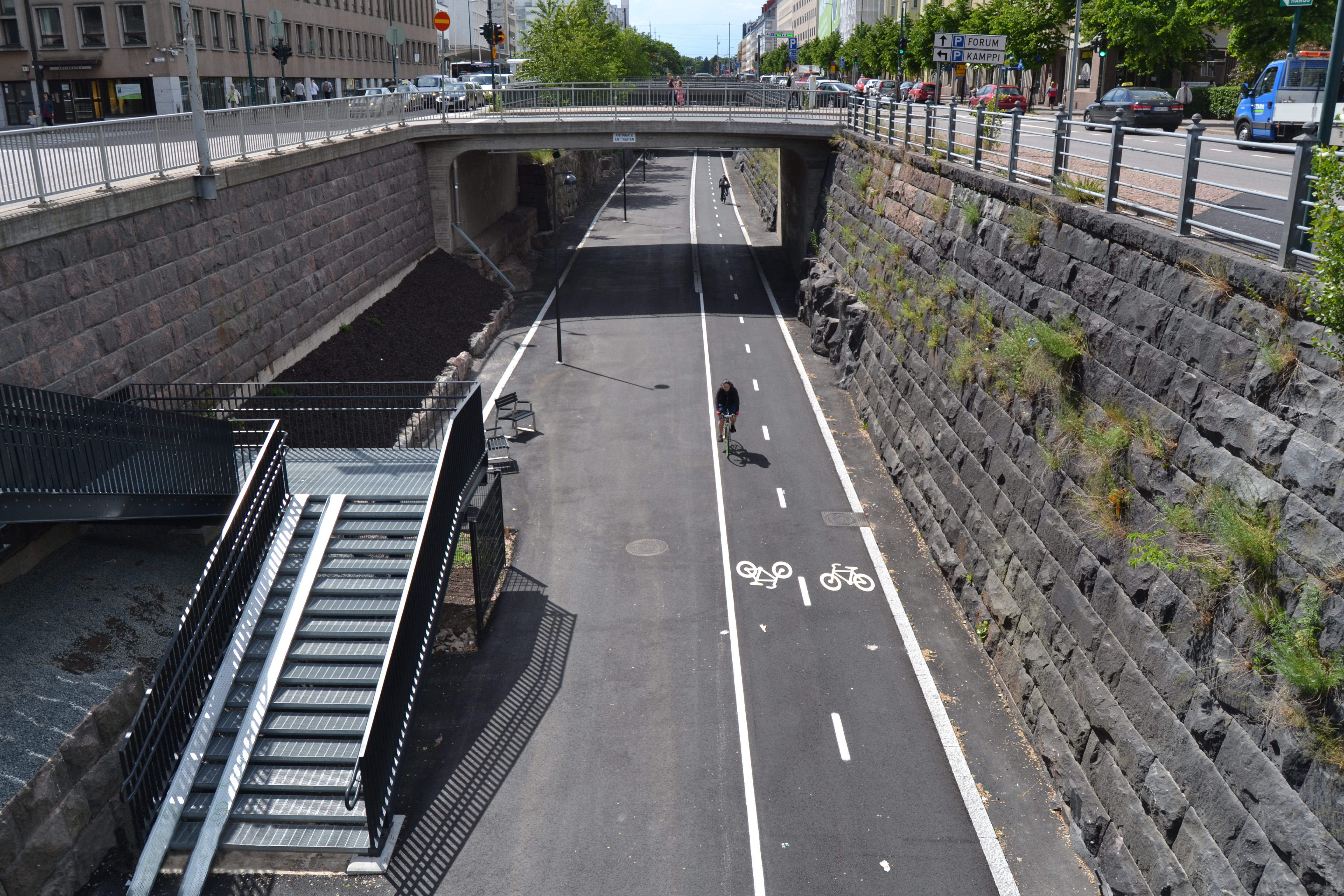
La Baana entre les rues du chemin de fer.

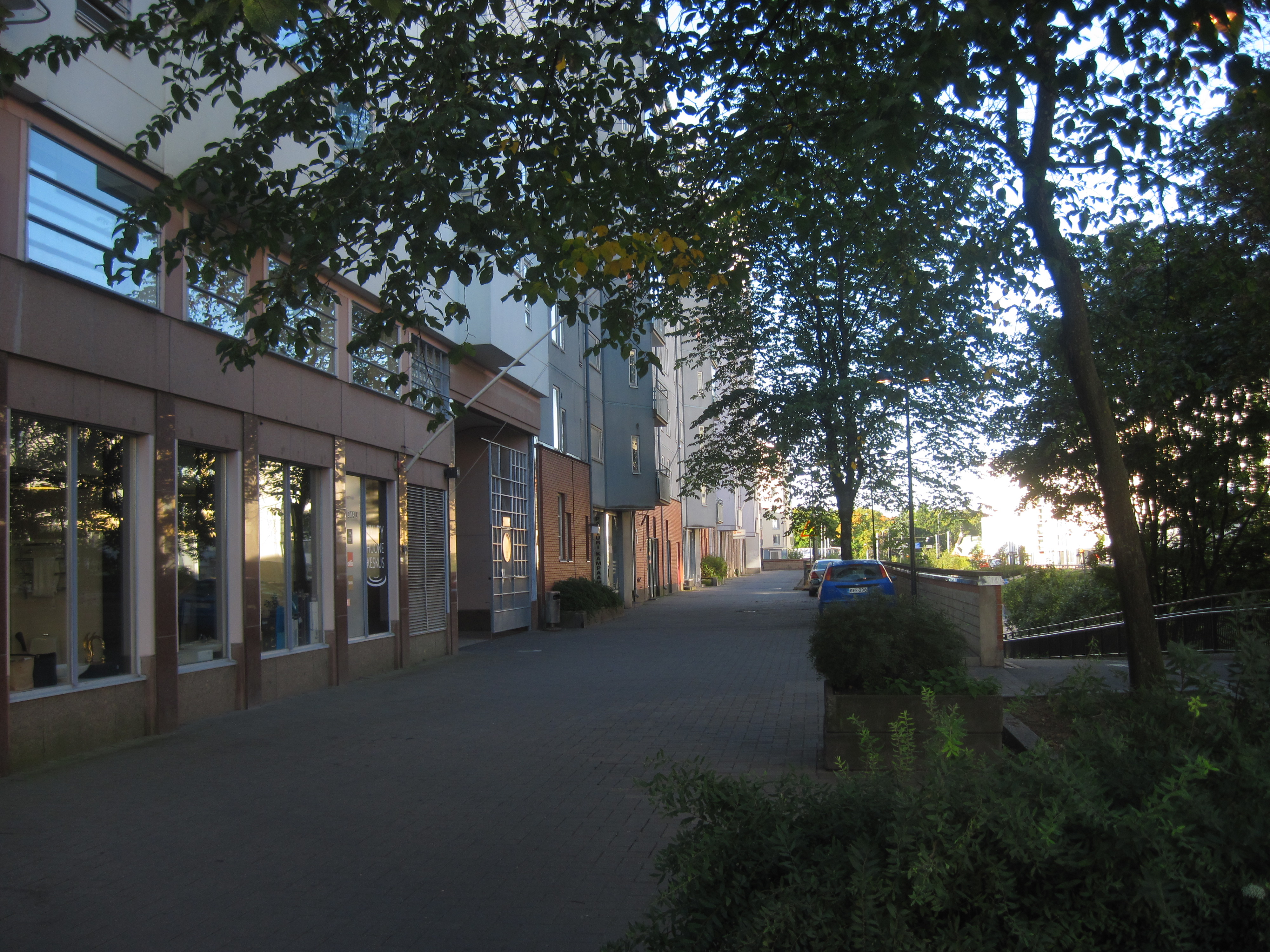
Rue Eteläinen rautatiekatu. À droite rampe vers la Baana.

Les rues du chemin de fer sont parallèles et en en sens unique à la limite des quartiers de Kamppi et d'Etu-Töölö. 
La rue du chemin de fer septentrionale part de Mannerheimintie à proximité de l'assemblée nationale jusqu'à la rue Mechelininkatu dans la zone de Leppäsuo. 
Un peu plus courte que sa jumelle, la rue du chemin de fer méridionale part du croisement d'Arkadiankatu et va jusqu'à Lapinlahdenkatu.

## Étymologie
Entre les deux rues, il y a un long fossé aux murs escarpés à quelques mètres sous la surface des rues dans se trouvait l'ancienne voie ferrée du port d'Helsinki, qui a fait place à la voie de circulation douce nommée Baana. 
Des ponts enjambent Baana à la hauteur des rues croisant les rues du chemin de fer.
Des rampes et des escaliers donnent accès à Baana.

## Rues croisant les rues du chemin de fer
- Mannerheimintie
- Eduskuntakatu,
- Arkadiankatu,
- Antinkatu,
- Jaakonkatu,
- Fredrikinkatu
- Runeberginkatu
- Malminkatu
- Lapinlahdenkatu
- Mechelininkatu